# Стена Шаманка (рт)
Стена Шаманка  (такође Рт Буркхан , Шамански рт , Пећински рт   ) је рт у средњем делу западне обале острва Олхон, на Бајкалском језеру . Завршава се стеном са два врха, названом "Шаман Стена". Имала је статус државног природно -историјског споменика, али је реорганизован као део Националног парка Прибајкалски .
Рт се налази на територији Прибајкалског националног парка. У близини се налази село Кхузхир, са популацијом од 1,3 хиљаде становника - највеће насеље на острву Олхон.
Чињеница да се рт Стена Шаманка издиже далеко у површину Бајкала, спајајући се са обалом само ниским и уским земљоузом, дала је разлога да се сврста у рт „острвског типа“. Састоји се од кристалних кречњака са жилама кварца, а суседна обала је од гранитних стена, испресецана гнајсом од рога. Превлака рта је прекривена седиментом и прелази у ливадску, травнату обалу суседног залива  .
Назив рта „Буркхан“ појавио се након продора тибетанског будизма у регион Бајкала крајем 17. века, који је делимично заменио шаманизам. Бурјатски будисти су главно божанство Бајкала почели да називају речју "Буркхан". А рт Буркхан са проходном пећином у Шаманској стени сматрало се његовим пребивалиштем .

## Стена Шаманка
Стена Шаманка, једна од девет светилишта Азије (раније названа „камени храм“), постала је једна од најпознатијих слика Бајкала: њена слика се често појављује у филмовима и албумима о језеру  .
Стена са два врха је састављена од мермера и доломитног кречњака, на местима која садрже велику количину графита. Површина стене је прекривена јаркоцрвеним лишајевима  .
Висина дела стене који је најближи обали је 30 м, висина даљег дела је 42 м. У делу стене који је најближе обали налази се Шаманска пећина. Настала је у процесу елувијализације и ерозије кречњачких стена . Дужина пећине је око 12 м, ширина од 3 до 4,5 м, а висина од 1 до 6,5 м. Улаз у пећину је могућ са две стране – са североистока и са запада  . На западној страни налази се предпећинска платформа. Уски узлазни пролаз води из пећине на источну страну стене. Пећина има бочне ходнике и узак отвор .
На западној страни, на површини даљег дела стене, налази се изданак стене настао природним путем, који подсећа на лик змаја.

## Шаманска пећина: веровања и легенде,
Шаманска пећина је била најпоштованије свето место на Бајкалу, коме су се приносиле жртве још од појаве првих шамана . Након ширења тибетанског будизма међу Бурјатима, пећину су поштовали и будистички Бурјати. Раније су се у пећини одржавали шамански обреди, а након тога је у њој био олтар Буде  .
У давна времена, на рту Шаманка, приношене су жртве духу - власнику острва Олхон, који је, према веровањима бурјатских шаманиста, живео у пећини рта. Власник Олхона био је најстрашније и најпоштованије божанство Бајкала. У близини рта, у светом гају, спаљивани су и сахрањивани шамани. Завичајни музеј садржи шаманске предмете прикупљене из пепела у овом гају  .
Света шаманска стена са пролазном пећином, у коју је само шаман имао право приступа, дуго је остала забрањена, никоме није било дозвољено да јој приђе. Први истраживачи Бајкалског језера у 18.-19. веку приметили су да пећина на рту Скала Шаманка изазива „посебно сујеверан ужас свих Бајкалских Бурјата; од ове стене је потекао обичај приношења жртава и давања завета. Нигде Бурјати нису приносили тако обиље жртава као код беле мермерне стене Шаманке. Од ових обичаја сачувано је много занимљивих легенди. Чувени руски научник В. А. Обручев, који је истраживао Бајкал, о томе је писао: „... али најчуднија ствар је сујеверни страх који Олхонски Бурјати гаје за пећину. Поред Шаманске стене се не може возити, већ се може проћи само на коњу или у санкама, због чега се у летњем периоду комуникација између западних и источних делова Олхона одвија само на коњу, а и тада у ретким случајевима, јер Бурјати углавном нерадо возе поред пећине; осим тога, у случају да један од кланова има мртву особу, припадницима овог клана, односно целе половине острва, било је забрањено да пролазе поред њега одређено време .
Женама је било забрањено да прилазе рту, а заобилазиле су ово место у луку од две миље. Забрана женама да пролазе кроз пећину, према једној верзији, повезана је са веровањем старих људи да би присуство „нечистих и грешних“ жена могло да упрља чистоту светог места. Према другој верзији, жене су биле заштићене овом забраном, јер се веровало да посета светом месту може да закомпликује порођај - и потомства неће бити  .

Пећину су поштовали и Хори Бурјати. Ово поштовање, треба упоредити са познатом легендом о изворном пореклу народа Бурјат-Кхорин са острва Олхон. Очигледно, поштовање пећине међу народом Кхори појавило се од веома давних времена, чак и пре ширења тибетанског будизма у региону Бајкала  .
Некада се у Шамановој пећини налазила будистичка капела у којој су биле смештене разне бакарне, бронзане и сребрне фигурице будистичких божанстава, иконе од папира и тканине, свеће за паљење и разни прибор за жртве  . Према сведочењу посетилаца пећине 1902. године, на платну су биле окачене будистичке иконе, бакарне чаше и свеће које се горе. На стенама око пећине били су бакарни новчићи и комади плавог платна са натписима жеља  .
Према причама старијих мештана, у првој деценији 20. века стотине лама из дацана Трансбаикалије долазило је да се помоле крај стене. Ламе су говориле да у пећини рта живи монголски бог, који се давно доселио из Монголије тражећи спас; тако да да ламе из свих 34 дацана који делују у Бурјатији долазе овде да се моле  .
Постоје многе легенде о пећини, укључујући и легенду о боравку Џингис-кана и монголског владара Геген-бурхана на острву Олхон  .

## Археолошки налази и слике на стенама
На рту Стена Шаманка и у близини пронађено је много археолошких налаза. Шаманску пећину први је испитао и описао И. Д. Черски 1879. године. Касније је у њему пронађен новац из 18. века, а 1989. године извршена су темељна ископавања и пронађени су предмети који припадају новијем времену (XVII-XIX (век нове ере). ), и до неолита (V-III године пре нове ере ). Неки од налаза се чувају у музеју Хужир  .
Још више археолошких проналазака пронађено је током ископавања на превлаци која повезује рт Стена Шаманка са острвом. Овде је пронађено насеље примитивног човека, више десетина сахрањивања из неолита и бронзаног доба (V-II године пре нове ере ), те многи предмети: нож и секира од жада, врхови стрела, фрагменти керамике, предмети од камена, костију, гвожђа, бронзе, злата и други  .
Према И. Д. Черском из 1879. и П. П. Кхоросхикху из 1924. године, на стенама рта Шаманка, окренуте према Хужиру, постојали су тибетански натписи (XVIII-XIX век), а њихови трагови су се могли наћи још 1950-1960-их. До данас натписи нису пронађени  .
1952. године, у једној од пукотина пећине, П. П. Кхоросхикх је пронашао малу плочу од шкриљаца на којој је урезана слика шамана. Сличне слике шамана пронађене су на стенама Бајкалског језера у области Саган-Заба и у заливу Аја  . Источно од улаза у пећину 1953. П. П. Хоросхикх је открио цртеж на стени, за који је сматрао да је слика тамбуре. На слици је приказан издужени овал, унутар којег је хоризонтално повучена линија, ван овала су приказане још две нагнуте линије, десно и лево. Не може се утврдити тачно време када је слика настала  .
Још један цртеж пронашао је А. В. Тиваненко почетком 1980-их. Цртеж, који приказује шамана са тамбуром у десној руци и чекићем у левој, налази се 5 метара лево од главног улаза у Шаманску пећину. Тачно време настанка ове слике није могло да се утврди.
У близини Шаманске пећине, на стенама су сачувани древни натписи на тибетанском и монголском језику. Раније су у близини улаза у пећину биле слике будистичких божанстава обојене белом бојом. Тешко је утврдити да ли је Шаманска пећина била насељена, јер су земљу са дна избациле ламе у античко доба приликом изградње капеле у пећини. Међутим, могуће је да је примитивни човек пронашао привремено склониште у пећини, пошто су у близини, на локалитету дина, пронађени остаци неолитске културе . 150 метара источно од Шаманске пећине, на стени од белог мермера, сачуване су слике шаманских тамбура, које су исклесали људи старијег гвозденог доба . Последњих година ове слике су делимично уништене током развоја белог мермера за сагоревање креча  .